# 麥敬年
麥敬年（1961年9月22日—），英国政治人物，英格兰和威尔士绿党成員，曾在香港出任公務員超過32年，當中包括出任民政事務局副秘書長，官至首長級乙級政務官。他從雷丁大学及列宁格勒国立大学分別取得文学学士及俄语文憑後，在1983年獲香港政府取錄為政務主任。他在入職初期曾任職於北區政務處、布政司署工務科及郵政署等部門及決策科局，亦兩度效力經濟科，曾負責策劃定立競爭法的工作。他在其公務員生涯中長期主政體育政策，並多次任職相關職位，在退休前於民政事務局出任約七年後改稱體育專員的副秘書長一職。他參與了申辦2006年及2022年亞洲運動會的計劃，但分別在次輪投票落選及未獲香港立法會支持和撥款，均以失敗告終。

## 早年生活
麥敬年在1961年9月22日於英国大倫敦克羅伊登出生。因父母在他三歲時離異，他被迫和弟弟與母親展開漂泊的生活。他先於根西等海峡群岛的鄉村生活，及後再轉至劍橋郡的農村邦昂定居。後來，他的舅父更一度將他帶至泰恩河畔纽卡斯尔生活，但在約一年後又重返劍橋。他在小學時期曾擔任足球校隊隊長，但他母親安排他入讀沒有足球隊的中學，令他被迫放棄足球並改為參與欖球和板球訓練。他因優秀的學業成績而獲獎學金資助入讀位於劍橋郡的高中，及後更在1979年考入雷丁大学修讀法语及國際關係學。然而，他因厭倦法語及國際關係課堂，而改為學習俄语，並繼而取得到半年在法国及四個月在俄罗斯列寧格勒當交換生的機會，其中他更在1981年於列宁格勒国立大学取得俄语文憑。最終，他在1983年取得雷丁大学文学学士。
畢業後，厭惡戴卓爾夫人政府的麥銳意前往海外工作，故向路透社應徵外訪記者職位，但遭到拒絕。後來，他從衛報看到香港政府招聘政務主任，並提供理想的薪酬待遇，決定前往伦敦參加招聘考試。在通過筆試及白廳初步面試後，他在香港政府駐倫敦辦事處接受姬達主持的最終面試，並獲得取錄。

## 公務員生涯

### 殖民地時期

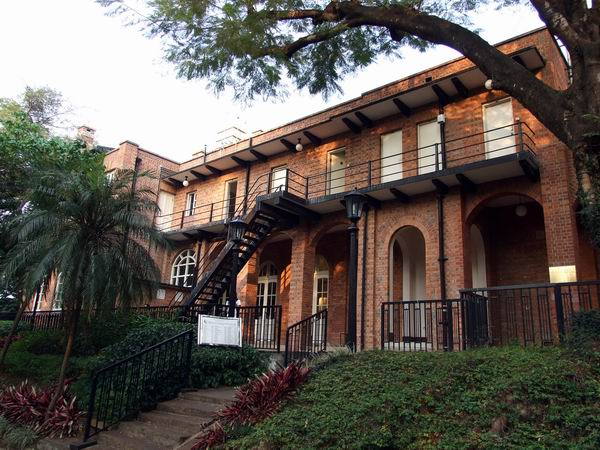
麥敬年曾在舊北區理民府與夏秉純工作

麥敬年與另外七名港府新員工從印度孟买中轉至香港，他於1983年8月30日抵達中區政府合署履新，出任政務主任。他在入職後獲安排入住位於堅尼地道的宿舍，並在首六個月獲安排參與廣東話課程，及後港府向他額外提供三個月的進階課程。直至1984年6月，他獲調派至民政總署，並在同年7月24日正式上任他的首個崗位，於北區政務處擔任民政主任，負責發展事務。麥與北區政務專員夏秉純是北區理民府中僅有的外籍員工，而夏秉純更教導麥各種地方治理知識，使到工作富有趣味。麥著手協助粉嶺／上水新市鎮的建設，並統籌粉嶺公路等世界級基建設施的工程。
不過，麥於1985年5月就被匆匆召回布政司署文康市政科，出任助理文康市政司，負責管理文化事務。任職兩年後，他於1987年1月調任至保安科擔任助理保安司，負責撲滅罪行委員會工作，任內亦曾署任首席助理保安司。他於1989年9月獲安排調離布政司署，改於郵政署主管政策及法例工作。麥在1991年2月重返布政司署，於經濟科擔任助理經濟司，並在1992年4月晉升高級政務主任，遂於1993年11月轉至工務科任職助理工務司，支援發展計劃的推展，進一步在1994年1月升任首席助理工務司。他在1996年3月調職至文康廣播科擔任首席助理文康廣播司，首次主管他熱愛的體育事務，而港府亦趕在香港主權移交前於同年4月1日將他晉升為首長級丙級政務官。

### 主權移交後初期
麥敬年在香港主權於1997年歸還中國後繼續為特區政府服務，留任文康廣播局首席助理局長，惟1998年4月9日起因文康廣播局解散，麥的職位被兼併至民政事務局。及後，因應市政服務在1999年底重組，康樂及體育資源重整，麥隨後亦負責重整相關服務的管理架構。與此同時，麥因擔任香港康體發展局官守委員而參與增減資助精英運動的討論，而艾培理更公開斥責康體發展局因行政低效而阻礙2000年雪梨奧運的運動員資助撥款，均一度造成爭議。儘管康體發展局不受體育界人士歡迎，麥依然拒絕港協暨奧委會裁撤康體發展局的要求，更在與逾70個體育總會會面後提出改善康體發展局架構的反建議。
除了體育政策外，麥亦負責統籌港府的康樂服務和規管，以及相關行政工作。港府在麥任內就曾被批評收取過於高昂的康樂牌照費用，而且更在向香港立法會提出增加索取文檔費用時亦被質疑定價過高，但他則以用途多涉及高標準的訴訟程序為昂貴價格辯護。另外，香港於2000年代初興起將農地改裝為私人高爾夫球練習場的熱潮，導致偶有途人遭球擊中受傷的情況。麥在立法會坦誠沒有架構規管合符土地用途的練習場，但他及後亦草擬建議報告提出以行政措施控制狀況。

#### 申辦2006年亞運

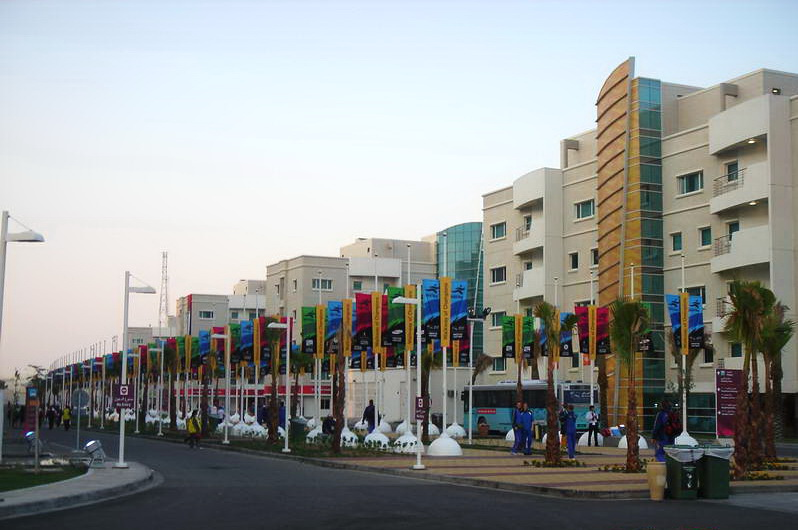
香港與多哈競逐2006年亚洲运动会的主辦權

在港府的支持及推動下，香港在1999年11月宣佈申辦2006年亚洲运动会。港府派出麥敬年代表港府，並帶同民政事務局局長藍鴻震的港府信函，陪同港協暨奧委會會長霍震霆及另外四名委員前往科威特呈交申辦意願書。與此同時，港府研究後指出可借出新落成的公共房屋作選手村，並安排政務司司長陳方安生出任申辦委員會主席，惟麥澄清港府不會取代港協主導申辦亞運的地位。
然而，申辦亞運的計劃令很多由市政局及區域市政局解散時遺留下來的項目被迫推遲，以釋出資金及土地予亞運的相關基建及開支。立法會在2000年11月時質疑政府或會因申辦亞運而將中山紀念公園等文娛康體工程無限期押後，將其四億港元建築成本納入亞運預算。麥代表政府向議員指出兩市局解散後港府重新審視文娛康體設施需求，更將私人屋苑會所納入衡量標準而令工程優次改變，惟民主黨李華明及甘乃威均認為港府懼怕私人會所競爭而拖延公共設施的做法無稽。另外，港府亦因興建選手村而改動兩塊學校邨土地以騰出空間，而麥則澄清改動只涉及土地位置改動，不涉及縮減學校邨工程，但學校邨卻需延期三年落成。
不過，香港最後申辦亞運失敗，隨團的麥等官員神情落寞，部分官員甚至更痛哭落淚。及後，麥在2001年4月時公佈，港府在不需要新主場館應付亞運的情況下，敲定以30至50億港元興建新的運動場及體育館，分別取代香港大球場及伊利沙伯體育館，應付未來本地體育需求及承接更多國際體育賽事，為啟德體育園的雛形。事後，他在2001年7月受港府指示主持體育政策檢討小組，直至同年12月由杜巧賢接任首席助理局長後離開民政事務局。

### 可持續發展政策
麥敬年在2002年獲調任政務司司長辦公室轄下行政署，出任助理處長，負責統籌跨部門的可持续发展政策。他在上任後隨即統籌由九名首長級人員組成的港府跨部門代表團於同年8月出席可持續發展世界首腦會議。返港後，他亦協助港府在2003年設立可持续发展基金的工作。在2004年2月，他更統籌港府在香港主辦以「城市的可持續發展」為主題的聯合國亞太領袖論壇，並為到訪的各國領袖安排考察大澳及九廣西鐵等地的執行措施。與此同時，他亦在2003年於萊斯特大學完成体育社会学碩士課程。
及後，麥支援由政務司司長曾蔭權擔任主席的可持續發展委員會，在2004年中起陸續推出廢物徵費、發展可再生能源及十號貨櫃碼頭選址等的可持續發展建議。委員會提早在2005年5月公佈首份可持續發展策略文件，並就廢物處理、發展再生能源及都市規劃三方面提出具體發展原則，麥承認受曾蔭權即將辭任司長參選行政長官補選影響。許仕仁在2005年中接任主席後，麥主持多場論壇，除討論策略文件的建議外，亦創新地允許公眾提出新討論範疇。

### 商務及經濟發展局
麥敬年在2000年代中離開行政署轉至經濟發展及勞工局擔任首席助理秘書長。他在任內初期多次就消费者保护事宜於香港立法會答辯，包括應對美容保健產品及服務誤導或誇大聲稱的問題，以及車用燃油零售市場欠缺競爭等。由於香港各界普遍均存在大量反竞争行为，而燃油市場封閉問題最終引起大眾關注，港府遂於2006年起籌備訂立跨行業的競爭法，而麥則參考新加坡競爭與消費者委員會的案例，認為香港在打擊反竞争上可以教育先行，後再加強規管的方向發展。麥協助港府在2006年完成公眾諮詢，再於2008年向立法會提交建議條文，針對合謀訂價、串通投標、限制產量及分配市場等寡占行為定立罰則，並設立競爭事務委員會進行宣傳教育、調查及執法。

### 副秘書長

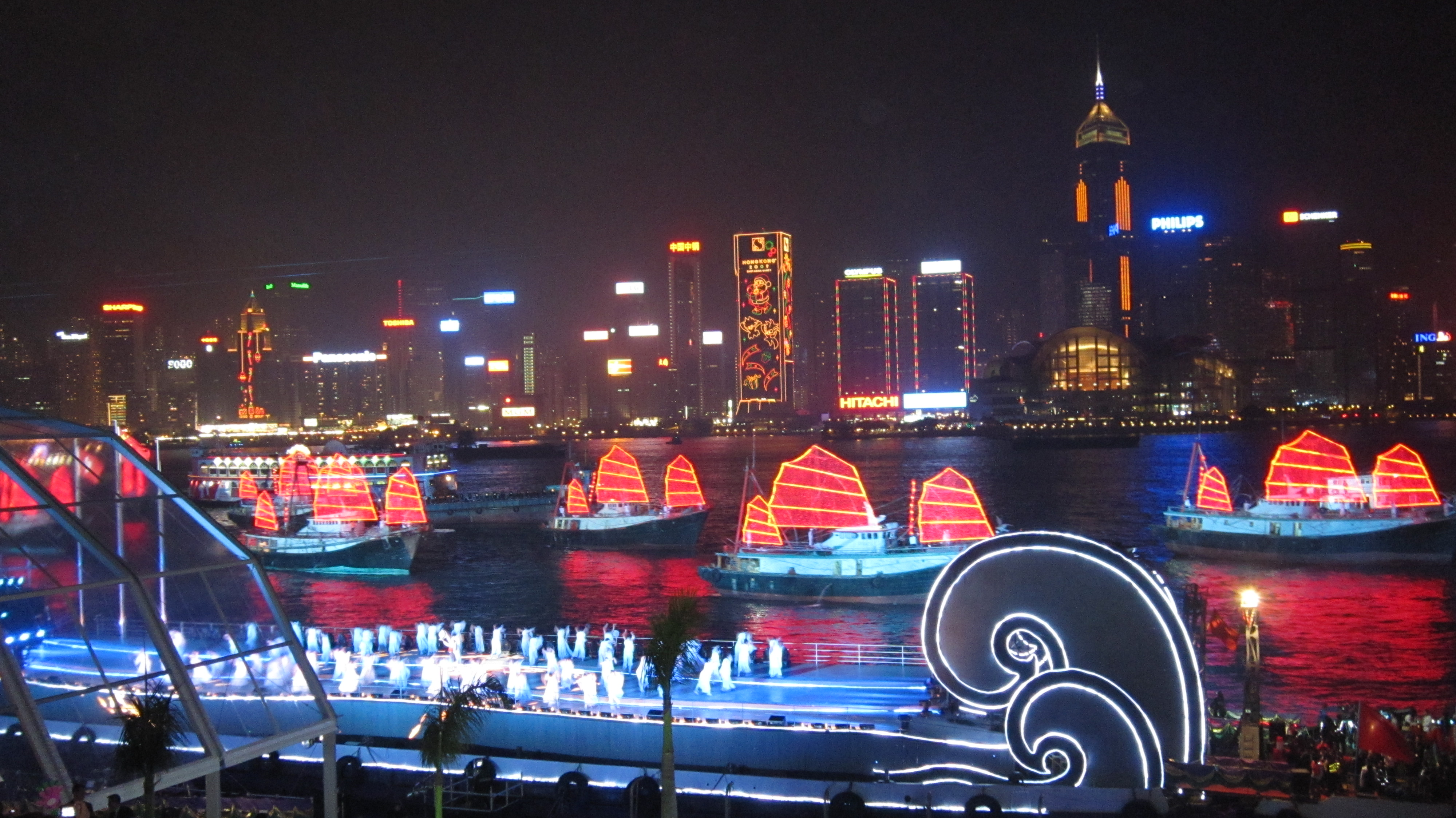
麥是港府中協調東亞運籌辦工作的重要官員

在香港在籌備主辦2009年東亞運動會的最後階段，港府在2008年12月將麥敬年調回民政事務局體育及康樂科，並升任副秘書長，以應付繁重的東亞運策劃工作。麥在籌備過程中定期匯報進度，包括公佈比賽場地安排、門券價格和主場館將軍澳運動場的施工狀況，以及與国家体育总局商討派出一線運動員等事宜。與此同時，港府因對足球運動的支援不足而在2009年3月於立法會上備受抨擊，麥承諾港府將委託顧問研究足球發展，連同港隊在12月的東亞運奪得男子足球金牌，朝野一致支持港府加強足球支援，麥亦於2010年3月接納顧問報告，決定投入約一億港元資金定立五年計劃，以執行改善香港足球總會行政、加強青訓系統、設立將軍澳足球訓練中心等共49項措施。雖然東亞運最終嚴重超支，而管理公司則行政欠妥善，甚至涉嫌挪用公款，麥及民政事務局局長曾德成、康樂及文化事務署署長馮程淑儀等人更須出席香港立法會的帳目聆訊。經過東亞運等大型運動會後，麥依然認為香港運動員能持續汲取大賽經驗，香港的體育事業亦可以繼續發展。
港府在2011年初欲借東亞運後的體育熱潮，爭取民眾支持申辦2023年亞洲運動會，而麥亦順理成章統籌申辦事宜，並指出承辦亞運的新設施可用於長期培訓運動員，加強地區康體服務支援，並增辦更多大型體育賽事，達致精英化、普及化和盛事化的方針。在爭取立法會支持時，他更指或者沒有其他城市申辦，若香港貿然放棄會錯失機會，但如果申辦失敗，港府承諾仍然會將預算用於加強體育設施。然而，因港府舉辦東亞運的過程及成效不理想，以及對體育欠缺規劃及支援等負面形象，包括民建聯和自由黨等多名建制派議員均明言跟隨輿情反對撥款申辦亞運，議案遭大比數否決，而2022年亞洲運動會的主辦權則落入唯一申辦的杭州市手中。
申辦亞運被否決後，麥繼續履行承諾如期增設康體設施以舉辦大型賽事，包括香港單車館於2013年落成後隨即承辦2015年至2016年UCI場地單車世界盃等，並投放資源予香港體育學院改善及增加訓練設施。不過，港府堅持精英體育項目支援制度和考慮因成本大幅度上升而擱置興建啟德體育園，令麥等體育政策官員備受體育界質疑。最終，港府在2014年落實以政府和社会资本合作形式興建體育園，並完成聘請人員作規劃研究的撥款安排，亦為優秀運動員提供退役金計劃。
麥於2015年12月卸任擔任約七年的民政事務局副秘書長職務，並從公務員系統中退休，由及後更改職稱為體育專員的楊德強接任。他在退休前一度是港府最年輕的外籍政務官，但他以54歲之齡退休後，比他更為年長的柏嘉禮和蘇啟龍反而成為最後兩名在港府效力外籍政務官。

## 退休生活
麥敬年在退休後決定返回英国，並於大倫敦哈林蓋區定居。及後，他在2018年復出工作，於英格兰和威尔士绿党在哈林蓋區的分部擔任秘書兼派遣統籌，而他偶爾亦會訪港向香港總商會等機構介紹體育政策及相關知識。

## 個人生活

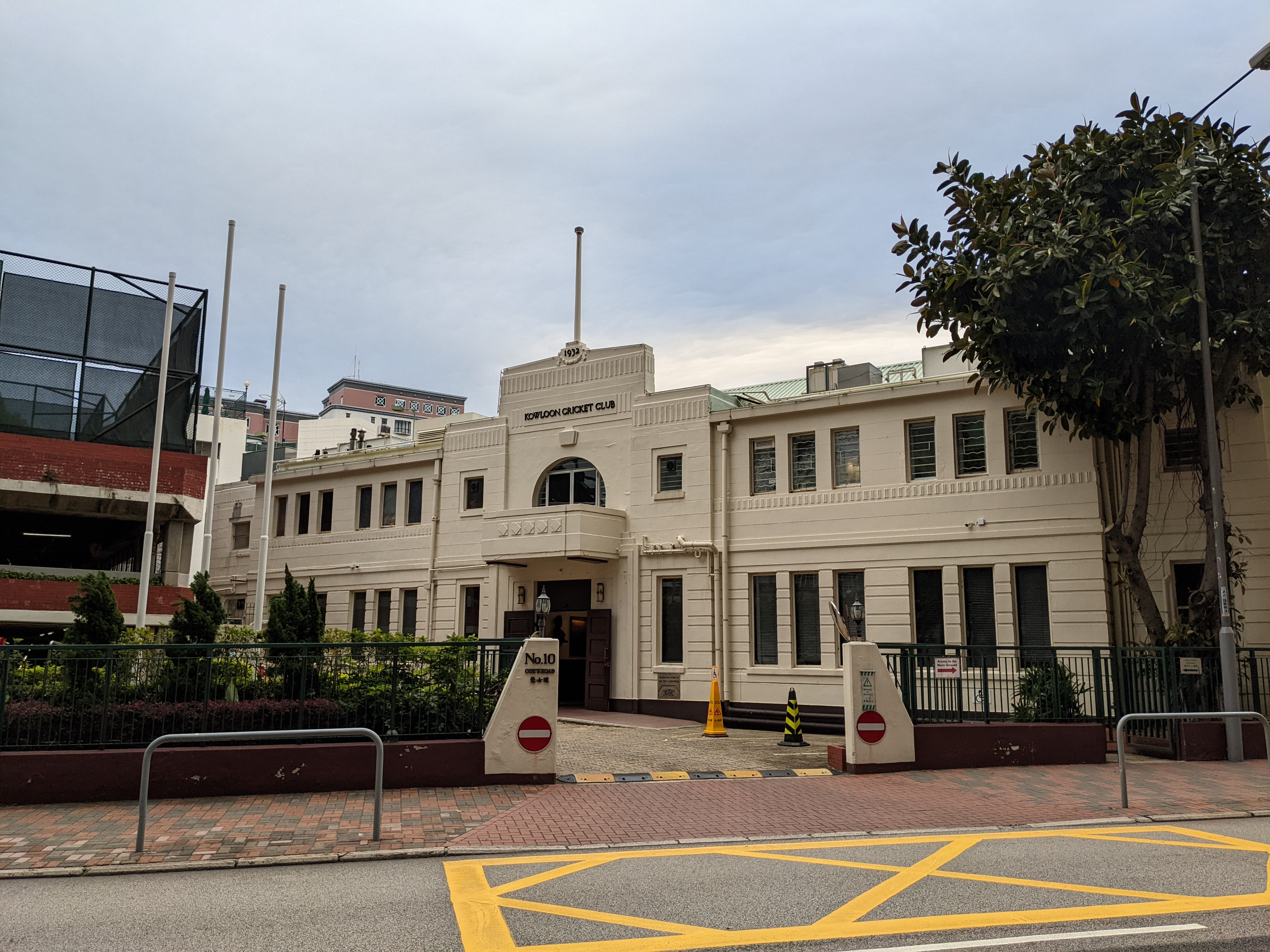
麥敬年曾擔任九龍木球會委員

麥敬年已婚，他與妻子在1993年於酒吧消閑時邂逅。他除了在大學時修習法语及俄语外，亦因在香港工作而純熟使用香港粵語，流暢及標準程度甚至達母語水平。麥認為大學學習法俄兩语的經驗令他更易掌握汉字及粵語，而參與足球活動亦有助語言學習，甚至認識運用髒話。他更曾在港府記者會上向傳媒表示自己的粵語能力比母語英语更勝一籌。
作為足球愛好者的麥頻繁參與足球活動，幾乎把全港的足球場都使用過。他在1980年代曾在港府內組織名為戴拿模（Dynamo）的足球隊，並曾擔任球隊隊長。另外，他亦是港府足球隊的領軍人物，但球隊表現並不出色，在香港回歸前共12年與葡屬澳門政府的比賽均告落敗，與香港足球代表隊在港澳埠際足球賽的壓倒性往績相反。麥效力時的港府足球隊在回歸後改與香港立法會議員隊作賽依然未嘗勝果，但梁國雄多年來經常侵犯作為球隊重心的麥。麥不但參加體育運動，更義務參與會所及體育總會的管理工作，當中包括擔任香港足球總會紀律小組及九龍木球會等組織的委員。

## 榮譽

### 殊勳
- 官守太平紳士（J.P.）（2010年7月1日－2015年12月）[88]

### 頭銜
- 麥敬年，JP（Jonathan Michael David McKinley, JP，2010年7月1日－2015年12月）[88]

## 注脚
1. ↑  亚洲奥林匹克理事会早期規劃第19屆亞洲運動會於2023年舉行[61]，及後決定於2022年舉行，惟因2019冠状病毒病疫情而再度推遲至2023年[62]。

## 外部連結
- 麥敬年任職香港政府時的個人官方領英頁面
- 麥敬年退休後的個人官方領英頁面